# Isaac Vernet (personnalité politique)
Pour les articles homonymes, voir Vernet.
Isaac Vernet, né le 15 avril 1770 à Genève et mort le 2 décembre 1850 dans la même ville, est une personnalité politique genevoise.

## Biographie
Les Vernet étaient originaires de La Seyne-sur-Mer. Isaac Vernet est le fils de Charles-Théophile Vernet et de Louise-Marguerite Du Pan. Il se marie le 23 juin 1795 avec Dorothée Pictet, fille de Marc-Auguste Pictet. Il a pour enfants Suzanne, Jean, André, Adélaïde, Marc Albert, Anne, et Marc Charles.
Après avoir suivi ses études dans sa ville natale et obtenu son brevet d'avocat en 1798, il devient actif dans la vie politique locale : il est successivement élu au Conseil municipal de 1799 à 1813, président du collège électoral, puis du gouvernement provisoire du département du Léman jusqu'en 1813. Il est ensuite élu au Conseil d'État de 1814 à 1833.
Il est enterré au Cimetière des Rois à Genève..